# 3-Methylglutaconazidurie
Die 3-Methylglutaconazidurie (MGA) ist eine Gruppe von sehr seltenen angeborenen Stoffwechselstörungen mit dem Hauptmerkmal einer konstanten und signifikant erhöhten Ausscheidung von 3-Methylglutarsäure im Urin.

## Verbreitung
Die Häufigkeit wird mit unter 1 zu 1.000.000 angegeben, die Vererbung erfolgt – mit einer Ausnahme – autosomal-rezessiv.

## Einteilung
Nach der zugrundeliegenden genetischen Störung können folgende Typen unterschieden werden:
- 3-Methylglutaconazidurie Typ 1, Synonyme: 3-Methylglutaconyl-CoA-Hydratase-Mangel; 3MG-coA-Hydratase-Mangel; MGA Typ I; MGA1, autosomal-rezessiv (AR), Mutationen im AUH-Gen im Chromosom 9 an Genort q22.31.
- 3-Methylglutaconazidurie Typ 2, Synonyme: Barth-Syndrom; 3-Methylglutaconazidurie Typ 2; BTHS; Kardioskelettale Myopathie – Neutropenie, X-chromosomal; Kardioskelettale Myopathie-Neutropenie-Syndrom; MGA2; X-chromosomale kardioskelettale Myopathie und Neutropenie, X-chromosomal-rezessiv, Mutationen im TAZ-Gen im X-Chromosom an Genort q28[3]
- 3-Methylglutaconazidurie Typ 3, Synonyme: Costeff-Syndrom; MGA 3; Optikusatrophie, autosomal-rezessive, Typ 3; Optikusatrophie, infantile, mit Chorea und spastischer Paraplegie; Optikusatrophie-Syndrom Typ Costeff; Optikusatrophie-plus-Syndrom, AR, Mutationen im OPA3-Gen im Chromosom 19 an Genort q13.32[4][5]
- 3-Methylglutaconazidurie Typ 4, Synonyme: MGA 4, AR[6]
- 3-Methylglutaconazidurie Typ 5, Synonyme: MGA 5, AR, Mutationen im DNAJC19-Gen im Chromosom 3 an Genort q26.33[7][8]
- 3-Methylglutaconazidurie Typ 6, AR, Mutationen im SERAC1-Gen im Chromosom 6 an Genort q25.3[9][10]
- 3-Methylglutaconazidurie Typ 7, Synonyme: 3-Methylglutaconazidurie-Katarakt-neurologische Beteiligung-Neutropenie-Syndrom; MGA7, AR, Mutationen im CLPB-Gen im Chromosom 11 an Genort q13.4[11][12]

Von S. B. Wortmann und Mitarbeiter wurde 2013 folgende Klassifikation vorgeschlagen:
- „Primäre Form“ entspricht Typ 1 AUH Defekt aufgrund gestörten Leucin-Abbaus
- „Sekundäre Formen“
  - „Gestörtes Phospholipid remodelling“ entspricht Typ 2 TAZ Defekt oder Barth-Syndrom und Typ 6 SERAC1-Defekt oder MEGDEL-Syndrom
  - „Mit der Mitochondrienmembran assoziierte Störungen“ entspricht Typ 3 OPA3-Defekt oder Costeff-Syndrom, Typ 5 DNAJC19-Defekt
  - „Bislang nicht spezifizierte Störungen (NOS) 3-MGA-uria“, bis der zugrunde liegende Pathomechanismus gefunden ist